# Ladybug & Cat Noir: The Movie
Kouzelná Beruška a Černý kocour, ve filmu je animovaný film na motivy počítačem animovaného seriálu Kouzelná Beruška a Černý kocour, který měl premiéru 5. července ve Francii v roce 2023. Premiéru v České republice a na Slovensku bude mít 2. listopadu 2023[potřebuje aktualizovat], distribuován v obou zemí Bontonfilmem.

## Produkce
Film byl poprvé odhalen 29. září 2018 producentem Jeremym Zagem během "Miraculous" panelu na ComiKon İstanbul 2018.
5. prosince 2018 bylo odhaleno, že film bude mít premiéru v roce 2021 a děj bude mix počátku seriálu a konce páté řady. Dokončení čtvrté a páté řady je pro studio prioritou.
6. prosince 2018 během "Miraculous" panelu na Comic Con Experience 2018 Jeremy Zag řekl, že film bude muzikál a bude obsahovat hudbu, kterou složil právě Zag.
16. května 2019, během filmového festivalu v Cannes 2019, bylo potvrzeno, že film se bude jmenovat Ladybug & Cat Noir Awakening. Bylo také řečeno, že film je právě ve výrobě a jde o romantické fantasy dobrodružství. Rovněž bylo odhaleno, že režisér filmu Největší showman, Michael Gracey, také dělá na filmu.
7. června 2019, Jeremy Zag zveřejnil prostřednictvím příběhu na Instagramu píseň k filmu, která se jmenuje "The Wall Between Us". Nazpívali ji Lou a Lenni-Kim.
24. července 2019 Zag zveřejnil na svém Instagramu další píseň k filmu s názvem "Nouveau passage", kterou nazpívala Lou.

## Zajímavosti
- Ve filmu se dozvíme nové informace, třeba či byl Gabriel vždycky přísný i před zmizením jeho ženy Emilie a po jejím zmizení.[10]
- Jeremy Zag na začátku léta oznámil že se chystá celá trilogie, původně se zamýšlelo jen pokračování.[7]